# آيسلاند
آيسلاندا هي سلسلة سوبرماركت بريطانية يقع مقرها الرئيسي في دياسيد، ويلز. تأسست عام 1970 وتضم أكثر من ألف فرع.